# Capital megye (La Pampa)
Capital egy megye Argentína középső részén, La Pampa tartományban. Székhelye Santa Rosa, amely egyben az egész tartomány fővárosa is: magának a megyének a neve is erre utal, hiszen a capital spanyol szó jelentése „főváros”.

## Népesség
A megye népessége a közelmúltban a következőképpen változott:
| Év   | Lakosság |
| ---- | -------- |
| 2001 | 95 971   |
| 2010 | 105 312  |